# Mathias Doué
Mathias Doué, né le 24 février 1946 et mort le 23 mars 2017, est un militaire ivoirien, ancien chef d'état major de l'armée ivoirienne (Fanci).

## Biographie
Après un diplôme en Histoire et Géographie (1966-1968), il fait de 1968 à 1970 les Classes préparatoires aux Grandes Écoles Militaires Françaises puis entre en 1968 en 1re année au lycée Poincaré de Nancy où il est rattaché à la 61e Compagnie Divisionnaire de Nancy avant de préparer en 1969  le concours de Saint-Cyr à la corniche Bournazel du lycée Dumont-d'Urville de Toulon. Il intègre en 1970 l'École spéciale militaire de Saint-Cyr. Pendant cette période l'école est dirigée par le général de brigade Jean Richard. Il est alors rattaché au 4e Régiment d’infanterie de Marine de Toulon Admission au concours d’entrée à Saint-Cyr Coetquidam (France) avec équivalence du Duel[Quoi ?] 2 en Lettres Modernes.
De 1970 à 1972, il est élève-officier appartenant à la promotion no 157 Général de Gaulle tout comme les anciens CEMA sénégalais et congolais le Général Babacar Gaye et le Général congolais Jean-Marie Mokoko, le général Ilunga Shamanga chef d'état-major particulier du maréchal Mobutu et les officiers français Bernard Périco, ancien commandant la Brigade de sapeurs-pompiers de Paris, Jean-Loup Moreau, inspecteur de l'armée de terre et Elrick Irastorza, chef d'état-major de l'armée de terre.
Il est aussi de la même promotion que les militaires sénégalais Mbaye Faye (ancien sous-CEM), Alioune Badara Niang (ancien DG du Port autonome de Dakar en remplacement de Pathé Ndiaye), Abdoulaye Dieng (ambassadeur du Sénégal en Guinée-Bissau et l'intendant colonel Oumar Niang (attaché militaire au Maroc).
Sorti Lieutenant, il suit le Cours de perfectionnement des officiers subalternes à l'École d'application de l'arme blindée cavalerie de Saumur. De 1977 à 1981 il fait une Maîtrise en droit privé Option carriers Judiciaires.
Il est breveté de l’Enseignement militaire supérieur Führungs Akademie de la Bundeswehr (République fédérale d'Allemagne).
Il est auditeur à l'Institut des hautes études de défense nationale (France), à l'Institut international du droit des conflits armés de San Remo (Italie), à l'Académie internationale de la paix de Vienne (Autriche) et au Centre Pearson pour le maintien de la paix (Canada).

### Carrière
Instructeur à l’École des forces armées de Bouaké (1973-1975), juge d’instruction près le Tribunal militaire (1976-1978), 1er substitut du Commissaire du gouvernement au Parquet militaire d’Abidjan, il est de 1982 à 1986 directeur des Affaires administratives et législatives militaires.
Commandant du 1er bataillon blindé d’Akouédo sous le commandement du CEMA Félix Ory (1988-1990) puis du 1er bataillon d’infanterie du 1er bataillon blindé et des camps militaires d’Akouédo (1990-1991), il est nommé en 1992 attaché de défense près l’ambassade de Côte d’Ivoire au Japon, avec compétence sur la Corée du Sud, par le président Félix Houphouët-Boigny et le CEMA général Robert Guéï qui l'écarte du pays.
Attaché de défense près l’ambassade de Côte d’Ivoire en république populaire de Chine, avec compétence sur la Thaïlande (1995-1996), le vice-amiral Lassana Timite le fait revenir en 1997 et le président Henri Konan Bédié le nomment directeur de l’Administration et de la législation militaires.
Directeur de l’Administration et de la législation militaires ; chef de cabinet militaire du ministre (1997-1999), il fait partie en décembre 1999 du groupe de militaires qui renverse le président Henri Konan Bédié par un coup d'État. Puis il se range aux côtés du chef des putschistes, le général Robert Guéï, quand ce dernier se présente aux élections présidentielles d’octobre 2000.
Membre du CNSP (Comité national de salut public) (1999-2000), ministre, puis ministre d’État chargé de la Jeunesse et des Sports, ministre d’État chargé des Transports, en 2000, élevé au grade de général, il est nommé chef d'état-major des armées (CEMA) des Forces de défense et de sécurité par le président Robert Guéï. Il est le huitième CEMA de l'histoire du pays. Il succède au général Soumaïla Diabagate.
Il a ensuite soutenu Laurent Gbagbo, qui l’a destitué le 13 novembre du poste de chef d’état-major des forces loyalistes. À la suite de cet événement, il déclare à la radio RFI qu’il entend obtenir le départ du président Gbagbo par tous les moyens si la communauté internationale ne prend pas les devants et se déclare comme un nouvel allié de Guillaume Soro, alors leader des Forces nouvelles de Côte d'Ivoire.
Il a été désigné candidat du Congrès pour la renaissance ivoirienne (CRI) à l'élection présidentielle dont le premier tour est fixé au 30 novembre.
Il meurt des suites d'une longue maladie au Maroc le 23 mars 2017,.

## Décorations
Le général Doué est titulaire de plusieurs décorations nationales et étrangères :
- Grand officier de l’ordre national (Côte d'Ivoire)
- Commandeur de l'ordre du Mérite sportif
- Officier de l’ordre du Mono (Togo)
- Chevalier de l'ordre national du Mérite (France)
- Médaille du 1er aout de l’Armée populaire de libération de la république populaire de Chine
- Officier du Mérite sportif du CISM
- Médaille de la MICECI

## Famille
Originaire de l’extrême ouest du pays de l'ethnie Wobé, il est marié à Chantal Doué et père de 6 enfants. Il est le beau-père de l'athlète Murielle Ahouré.